# Ierland op het Eurovisiesongfestival 2013

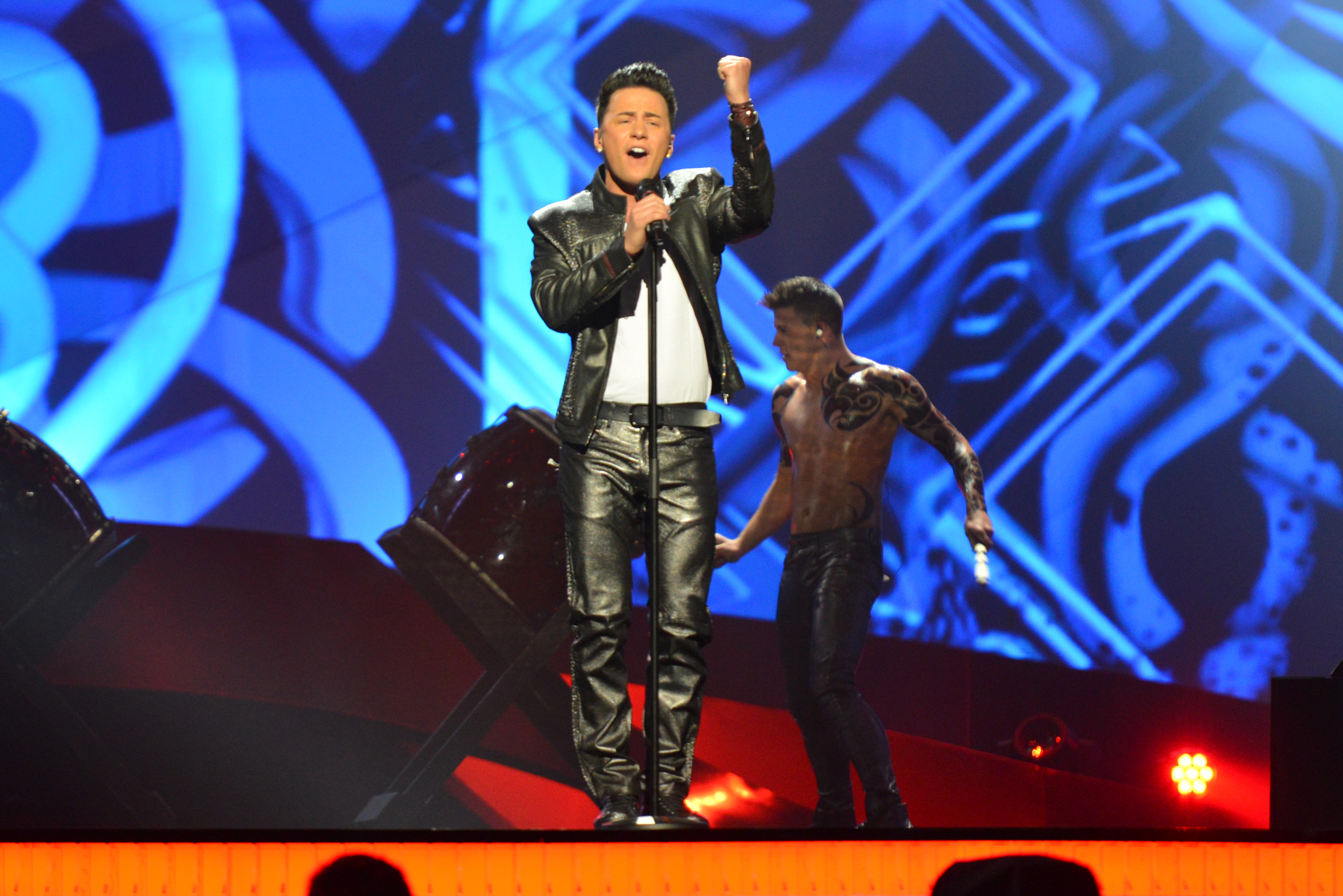
Optreden van Rylan Dolan tijdens het Eurovisiesongfestival 2013

Ierland nam deel aan het Eurovisiesongfestival 2013 in Malmö, Zweden. Het was de 47ste deelname van het land op het Eurovisiesongfestival. RTE was verantwoordelijk voor de Ierse bijdrage voor de editie van 2013.

## Selectieprocedure
De Ierse selectie van 2013 verliep opnieuw via het jaarlijkse Eurosong. Net als in 2012 werden er vijf specialisten ter zake aangeduid die een act mochten samenstellen en begeleiden. De nationale selectie van 2013 was net als de voorgaande jaren een onderdeel van de talkshow The Late Late Show. Tijdens de door Ryan Tubridy gepresenteerde show van 22 februari 2013 traden de vijf deelnemende acts op. De punten werden voor de helft verdeeld door zes regionale jury's. Het publiek gaf via televoting de resterende helft van de punten.
Op 6 november 2012 maakte RTE de namen van de vijf mentoren bekend. Het ging om Mairéad Farrell, Shay Healy, Mark McCabe, Niall Mooney en Stuart O’Connor. Op 6 februari 2013 werden de namen van de deelnemende artiesten vrijgegeven. Tijdens de nationale finale ontstond er een nek-aan-nekrace tussen Aimée Fitzpatrick en Ryan Dolan. Fitzpatrick kreeg nipt de voorkeur van de regionale vakjury's, maar het publiek zorgde ervoor dat Dolan met de zegepalm aan de haal ging.

## Eurosong 2013
| Plaats | Artiest              | Lied                  | Mentor          | Jury | Publiek | Totaal |
| ------ | -------------------- | --------------------- | --------------- | ---- | ------- | ------ |
| 1      | Ryan Dolan           | Only love survives    | Stuart O’Connor | 52   | 60      | 112    |
| 2      | Aimée Fitzpatrick    | Crashing down         | Mark McCabe     | 54   | 50      | 104    |
| 3      | Kasey Smith          | Kiss me               | Mairead Farrell | 36   | 40      | 76     |
| 4      | Zoe Alexis Bohorquez | Fire                  | Niall Mooney    | 24   | 30      | 54     |
| 5      | Inchequin            | Son kez/The last time | Shay Healy      | 34   | 20      | 54     |

## In Malmö
Ierland trad aan in de eerste halve finale op dinsdag 14 mei 2013 en haalde daar de 8ste plaats. In de finale werd Ierland laatste van de 26 deelnemers.
1965 · 1966 · 1967 · 1968 · 1969 · 1970 · 1971 · 1972 · 1973 · 1974 · 1975 · 1976 · 1977 · 1978 · 1979 · 1980 · 1981 · 1982 · 1983 · 1984 · 1985 · 1986 · 1987 · 1988 · 1989 · 1990 · 1991 · 1992 · 1993 · 1994 · 1995 · 1996 · 1997 · 1998 · 1999 · 2000 · 2001 · 2002 · 2003 · 2004 · 2005 · 2006 · 2007 · 2008 · 2009 · 2010 · 2011 · 2012 · 2013 · 2014 · 2015 · 2016 · 2017 · 2018 · 2019 · 2020 · 2021 · 2022 · 2023 · 2024 · 2025
Albanië · Armenië · Azerbeidzjan · België · Bulgarije ·  Cyprus · Denemarken · Duitsland · Estland · Finland · Frankrijk · Georgië · Griekenland · Hongarije · Ierland · IJsland · Israël · Italië ·  Kroatië · Letland · Litouwen · Macedonië · Malta · Moldavië · Montenegro · Nederland · Noorwegen · Oekraïne · Oostenrijk · Roemenië · Rusland · San Marino · Servië · Slovenië · Spanje · Verenigd Koninkrijk · Wit-Rusland · Zweden · Zwitserland